# Levin von Donop
Levin von Donop (* 1567 in Celle; † 1641 in Kassel) war ein deutscher Jurist und Politiker.

## Leben
Donop war ein Sohn des Großvogts zu Celle Gabriel von Donop und dessen Ehefrau Margarethe von Oberg. Seine Schwester Sophia von Donop heiratete Heinrich von Oeynhausen.
Donops Karriere führte über den hessisch-kasselschen Geheimen Rat zum Amt des Drosten zu Zierenberg. Einige Jahre später wurde er zum gräflich-lippischen Geheimen Rat ernannt und zum Landdrosten berufen.
Donop heiratete am 10. März 1606 Luise Magdalena von Haxthausen, mit der er vier Söhne und zwei Töchter hatte. Nachdem am 16. August 1622 seine Ehefrau verstorben war, heiratete er 1623 deren Schwester Anna Maria von Haxthausen.
Mit Tönnies Wulf von Haxthausen, seinem Schwager, wurde er später durch Fürst Ludwig I. von Anhalt-Köthen als Mitglied in die Fruchtbringende Gesellschaft aufgenommen. Der Fürst verlieh Donop den Gesellschaftsnamen der Steurende und als Motto der Schwermut. Als Emblem wurde ihm das Löffelkraut (Cochlearia officinalis L.) zugedacht. Im Köthener Gesellschaftsbuch der Fruchtbringenden Gesellschaft findet sich Donops Eintrag unter der Nr. 130.
Im Alter von 74 Jahren starb Levin von Donop 1641 in Kassel.